# Servet Teufik Agaj
Servet Teufik Agaj – albański piłkarz grający na pozycji napastnika, król strzelców Kategorii e Parë z 1933 roku. Przed II wojną światową grał w albańskim klubie Skënderbeu Korcza (1932–1938) oraz w tureckich klubach piłkarskich.